# Chevrolet Blazer (crossover)
De Chevrolet Blazer is een cross-over SUV (CUV) van het Amerikaanse automerk Chevrolet. De Chevrolet Blazer werd halverwege 2018 gepresenteerd en de eerste modellen gingen begin 2019 de verkoop in. De Chevrolet Blazer valt onder de middenklasse en bevindt zich tussen de compacte Chevrolet Equinox en de Chevrolet Traverse, uit de hogere middenklasse. De Chevrolet Blazer is verwant aan de GMC Acadia, die ook op hetzelfde platform als de Blazer is gebouwd.

## Geschiedenis
De naam Blazer wordt al sinds 1969 door Chevrolet gebruikt. In dat jaar introduceerde Chevrolet de K5 Blazer, een tweedeurs SUV, die concurrentie bood aan voertuigen als de Ford Bronco en Jeep Cherokee. De K5 Blazer werd in het begin alleen geleverd als 4x4-voertuig, maar na enkele jaren kwam er ook een versie met achterwielaandrijving op de markt. In de jaren 70 werd het voertuig vernieuwd en kwam er ook een camper-variant van het voertuig. In de jaren 80 werd er een speciale variant voor het leger geproduceerd. De Chevrolet K5 Blazer hield het tot 1994 vol. De vervanger van de K5 was de Chevrolet Tahoe.

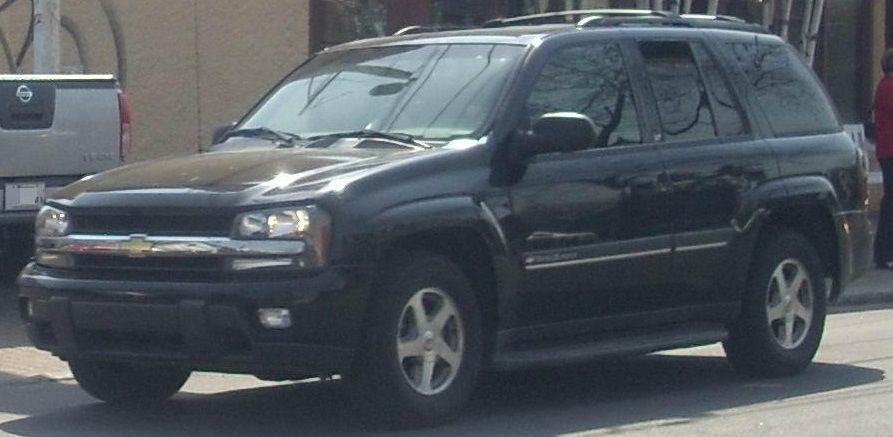
Een Chevrolet Blazer uit 2004, de indirecte voorganger van de huidige Chevy Blazer

Tussen 1983 en 1994 produceerde Chevrolet ook de S-10 Blazer. De S-10 Blazer was een zuinigere variant van de K5 en werd geproduceerd voor de klanten die zo'n grote K5 niet zagen zitten en iets kleiner en flexibeler wilden. De S-10 werd geleverd met een kleine 2.0L V6, die 83 pk leverde. De S-10 werd net als de K5 als tweedeurs SUV geleverd, maar tussen 1991 en 1994 produceerde Chevrolet ook een vierdeurs S-10. In 1994, het laatste jaar voor de S-10, werd de 2.0L-motor vervangen door een 4.3L V6-motor, die 165 pk leverde.
In 1995 werd de S-10 hernoemd als Chevrolet Blazer. De Blazer werd een kleine SUV, aangezien de Chevrolet Tahoe en Chevrolet Suburban de rol als grote SUV al vervulde. De Blazer hield het uiteindelijk tot 2005 vol. Een 'afstammeling' van de Blazer, de Chevrolet TrailBlazer, bleef tot 2008 in productie.
In 2018 werd er bekendgemaakt dat de Blazer zou terugkeren, maar niet langer als een volwaardige SUV. De nieuwe Blazer werd een CUV (Cross-over SUV), die meer bedoeld was voor gezinnen, dan over onverharde wegen rijden, zoals de vorige Blazers. Dit was een van de minpunten van het voertuig, dat door veel oude Blazer-liefhebbers werd opgemerkt. Door zijn sportieve uiterlijk en vergelijkbare voorkant werd de Blazer bij de introductie de Camaro onder de SUV's genoemd. De Chevrolet Blazer heeft 17 concurrenten, waarvan de bekendste de Ford Bronco, Jeep Grand Cherokee en de Toyota 4Runner zijn.
Bij de presentatie werd bekendgemaakt dat de Chevrolet Blazer in zeven verschillende varianten geleverd zou worden (L, LS, LT, 1LT, 2LT, 3LT, RS en Premier). L was het basismodel en Premier was het topluxe model. Per 2022 zijn alleen de 2LT, 3LT, RS en Premier beschikbaar. Alle Blazers worden standaard geleverd met 10.2 inch HD Color Touchscreen incl. Apple CarPlay en Android Auto, OnStar met LTE Advanced WiFi, keyless entry. Als klanten kiezen voor een luxere variant, komen er meerdere opties vrij, zoals lichtmetalen velgen, een Bose Premium-audiosysteem, GPS-navigatie en een panoramadak.
Eind 2022 kreeg de Chevrolet Blazer een facelift. Het voertuig heeft nu nieuwe led-koplampen, een verbeterde grille en een keuze tussen drie verschillende soorten banden. De RS en Premier zijn standaard uitgerust met een draadloze oplader, deze voorziening kan als extra optie ingebouwd worden op de overige versies. De 2LT en 3LT kunnen uitgerust worden met Adaptive Cruise Control.

## Technisch
De 2LT, 3LT en Premier zijn strandaard uitgerust met een 2.5L LCV i4-motor, die 202 pk levert. De RS wordt met een krachtigere 3.6L LGX V6-motor, die 303 pk kan leveren. Deze motor is ook beschikbaar als extra optie voor de overige versies. In China wordt de Blazer uitgerust met een 2.0L LSY i4-motor, die tussen de 228 en 237 pk levert. Al deze motoren kunnen met voorwielaandrijving of achterwielaandrijving geleverd worden en hebben de GM 9T50 automatische transmissie met 9 versnellingen. Deze transmissie is ook in gebruik bij de Chevrolet Cruze en Chevrolet Malibu.

## Verkoop

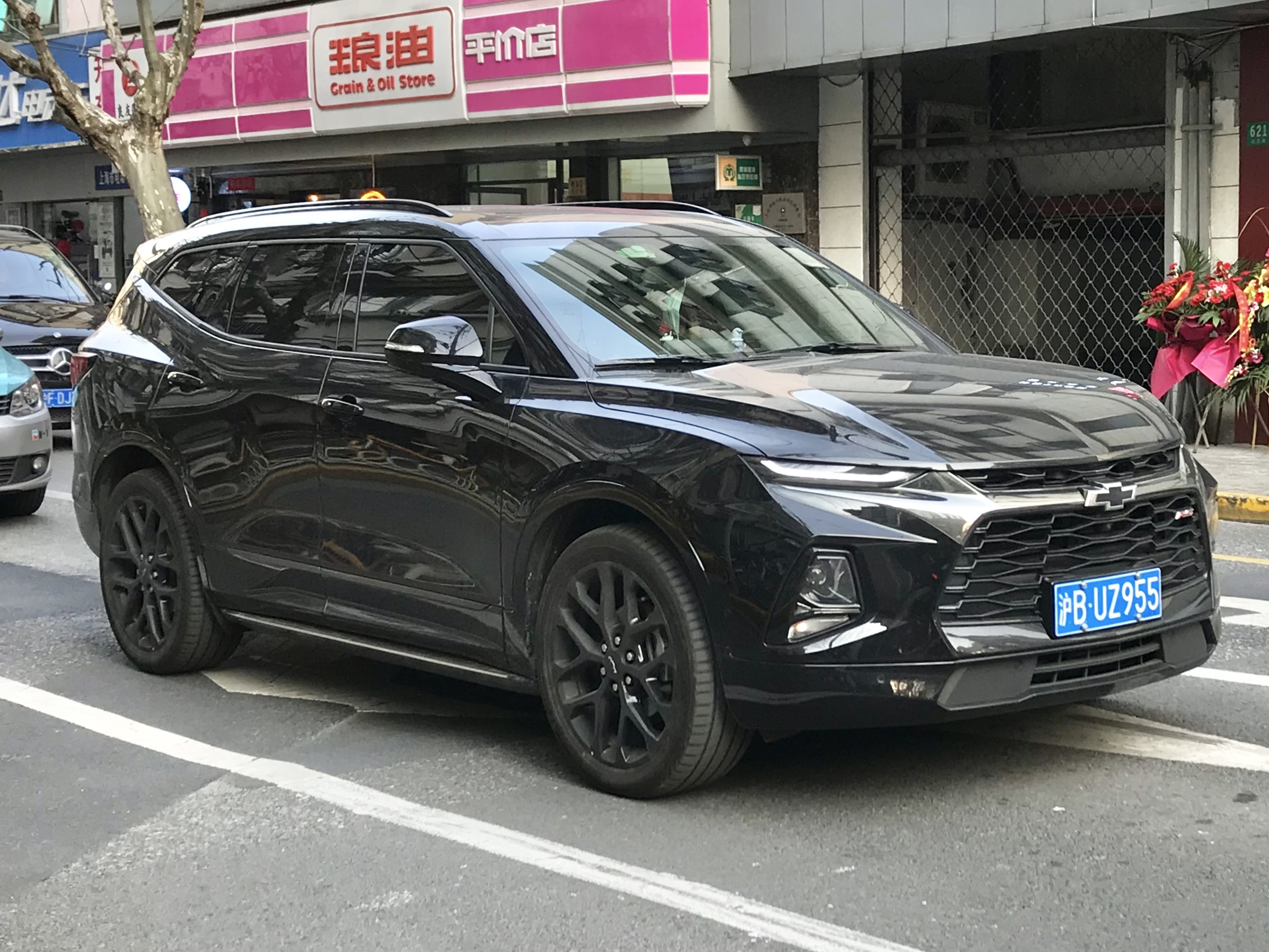
De Chinese variant van de Chevrolet Blazer

Er zijn momenteel twee soorten Chevrolet Blazers te verkrijgen, een Noord-Amerikaanse versie en een Chinese versie. De verkoop van deze modellen vindt alleen plaats in Noord- en Zuid-Amerika en delen van Azië.

### China
De Chinese versie van de Chevrolet Blazer werd in 2018 gepresenteerd als de Chevrolet FNR-CarryAll. Het voertuig was exact hetzelfde als de Noord-Amerikaans Blazer, maar was vergroot, waardoor er een derde stoelenrij gecreëerd kon worden. De Chinese Blazer is 5000 mm lang, 2258 mm breed, 1693 mm hoog en had een grotere wielbasis van 2867 mm. Eind 2019 werd de FNR-CarryAll omgedoopt tot Chevrolet Blazer XL. De Blazer XL dient als vlaggenschip voor de SUV-markt van Chevrolet in China. De eerste bestellingen werden in maart 2020 geplaatst, en de eerste voertuigen rolde in april 2020 de fabriek uit.
Er werden pogingen gedaan om het voertuig ook in Korea en de VS op de markt te brengen, maar GM besloot de Chevrolet Traverse, een andere zevenpersoons CUV van Chevrolet in die landen te verkopen. Hierdoor is de Blazer XL een exclusief model dat alleen in China verkocht wordt.

### Midden-Oosten
In mei 2019 werd er aangekondigd dat de Noord-Amerikaanse Blazer verkocht zou worden in de Golfstaten. De verkoop begon in juni dat jaar. Het voertuig ging samen met de Chevrolet Malibu en Chevrolet Camaro naar het Midden-Oosten, als onderdeel van de marktsuitbreiding.

### Oceanië
General Motors was van plan de Chevy Blazer in Oceanië op de markt te brengen, maar in 2020 trok General Motors zich terug uit Oceanië.

### Zuid-Amerika
In 2019 presenteerde Chevrolet zeven modellen voor de Zuid-Amerikaanse markt. Dit waren de Chevrolet Cruze, Chevrolet Camaro, Chevrolet Bolt EV, Chevrolet Onix/Prisma, Chevrolet Tracker.  Chevrolet Equinox en de Chevrolet Blazer. Chevrolet introduceerde deze modellen om het aanbod in dit gebied te vergroten.